# Malé Hoštice
Malé Hoštice (německy Klein Hoschütz, polsky Goszczyce Małe) jsou evidenční část statutárního města Opavy.
Samosprávná městská část Malé Hoštice je tvořena dvěma evidenčními částmi města: kromě části Malé Hoštice ještě částí Pusté Jakartice. Obě části se nacházejí v katastrálním území Malé Hoštice o výměře 5,55 km².
Vesnice Malé Hoštice leží zhruba 3 km východně od centra města, v rovinaté krajině Opavské pahorkatiny, mírně se zvedající k severu od soutoku řek Opavy a Moravice. Pusté Jakartice leží od Malých Hoštic něco přes 3 km severněji. Malými Hošticemi probíhá silnice I/56, Pustými Jakarticemi silnice I/46.

## Název
Na vesnici bylo přeneseno původní pojmenování jejích obyvatel Hoščici odvozené od osobního jména Hoščě, jehož starší podoba Hošča byla (starobylou) domáckou podobou některého jména obsahujícího -host- (např. Hostimil, Hostivar, Čáhost, Dobrohost). Význam místního jména byl „Hoščovi lidé“. Přívlastek Malé (latinsky Minus, německy Klein) sloužil k odlišení od sousedních Velkých Hoštic. Německé jméno vzniklo z českého.

## Historie

### Počátky dějin
Spíše rovinaté, vcelku úrodné území okolí obce a její poloha v blízkosti řeky Opavy (která je přítokem Odry) mělo zajisté vliv na to, že se tu lidé rádi usadili.
Z práce archeologů víme o existenci sídliště v katastru Malých Hoštic z období mladší doby kamenné (neolit), které bylo osídleno lidmi kultury s lineární keramikou (5500–4300 př. n. l.). Tito lidé již byli neolitickými zemědělci, proto se dochovaly nádoby, nástroje či jejich úlomky či dokonce zbytky spáleného obilí. Z pozdní fáze pozdní doby kamenné (eneolit) byl v Malých Hošticích nalezen významný doklad osídlení kulturou zvoncovitých pohárů – inventář (obsah) hrobu. Lid této kultury, jehož vyšší vrstvu tvořili válečníci vybavení lukem a měděnou dýkou, přišel na naše území z jihu na konci třetího tisíciletí př. n. l.
Další prehistorický doklad o osídlení na území obce pochází z mladší doby bronzové, kdy na území Slezska žil lid popelnicových polí patřící k lužickému okruhu (nález pochází ze starší fáze osídlení - přibližně 1250–1000 až 400 př. n. l.). Název této kultury pochází ze způsobu pohřbívání zesnulých. Vladimír Podborský uvádí, že dominujícím způsobem tehdejšího pohřbívání mrtvých byla kremace a ukládání spálených pozůstatků do nádob-popelnic, které při značném množství a hustotě na hřbitovech mohly vzbuzovat dojem „popelnicových polí“. Lužická kultura bývá někdy spojována s prvními Slovany, právě popelnicová pole a žárový způsob pohřbívání tomu napovídají. Jiní archeologové a historikové považují pobyt předků Slovanů v tomto období za neprokazatelný. Přímým pokračovatelem lužické kultury byla kultura slezská. Z obou období je v Malých Hošticích archeologicky doložena existence žárového pohřebiště i osady.

### Středověk
První písemné historické zmínky, které lze dát do souvislosti s obcí pocházejí z třináctého století. Právě v dobách feudalismu nabylo vlastnění půdy velkého významu a díky jejímu prodeji, zapůjčování, odkazování apod. se zachovaly první písemné zprávy (úřední listiny), ve kterých se psalo „kdo, co, komu“ prodal. V současném jazyce bychom řekli, že se jednalo o vlastnické smlouvy a závěti.
Tak se zachovala listina z roku 1222, ve které se Radoslav, arcijáhen olomouckého kostela, vzdává části renty ze svého statku „Hossize“ v prospěch velehradského kláštera po dobu svého života a po smrti má klášteru připadnout renta celá. Radoslav byl bezesporu urozeným a velmi schopným a důvěryhodným člověkem, neboť jeho jméno často figuruje na velmi významných listinách na pozici svědků (např. na majestátech českého krále Přemysla Otakara I. nebo Přemysla II a dalších významných a mocných osob). Zdá se, že pocházel z Hoštic, které po svých předcích zdědil. Zemřel v roce 1240 a z roku 1250 se dochovala zmínka o tom, že papež Inocenc IV. potvrzuje vlastnická práva velehradského kláštera na Hoštice (podobně taktéž biskup Bruno v roce 1265).
V tomto období (tj. mezi lety 1222–1269) pravděpodobně vznikají Malé Hoštice jako takové, které zakládá velehradský klášter. Druhá varianta, doložená právními materiály, napovídá, že Hoštice byly rozděleny v důsledku zajímavého soudního sporu. Opat Arkleb (ve funkci v l. 1257–1261) prodal „zboží Hoštické“ měšťanovi Heřmanovi Lehenovi za 84 hřiven stříbra bez souhlasu konventu (sboru mnichů kláštera) čili tak trochu „pod rukou“. Nástupce Arklebův opat Lupín, který získal listiny od samotného papeže o tom, aby se majetek nerozděloval, chtěl požádat samotného českého krále Přemysla Otakara II., aby prohlásil předchozí prodej za neplatný. Dne 4. září roku 1269 se v Opavě v této věci sešel smírčí soud, který Velké Hoštice přiřknul Lehenovi a část Malých Hoštic velehradskému klášteru (1 lán, mlýn a zahradu). Proto je možné v majestátu Přemysla Otakara II. z roku 1270 číst, že se Malé Hoštice potvrzují konventu velehradskému – a to latinsky jako „Minus Hoschiz“. Toliko k historickým počátkům jedné části obce.
V Malých Hošticích dochází postupně od 14. století k drobení velehradského statku (čili rozprodeji jiným zájemcům o půdu), kdy časem vznikají čtyři obce či vlastnické díly. Přestože majetkové vztahy byly značně pestré a v průběhu času se zde vystřídalo mnoho různých pánů, kteří i mezi sebou vedli časté spory, vždy se v dochovaných materiálech shodně uvádělo místo „na Malých Hošticích“.
Malé Hoštice bylo rozděleny na obec:
- knížecí (až od roku 1640), jež patřila opavským zeměpánům
- panskou, kde se vystřídalo v dobách středověku a novověku nejvíce majitelů, zejména z řad opavských měšťanů
- komendu, jejímiž vlastníky byli johanité (tj. komendoři od sv. Jana v Opavě) snad od roku 1430 z vůle opavského knížete Přemka a
- na panenskou obec, jež byla ve vlastnictví panen abatyší od sv. Kláry v Opavě (klarisky).

### Novověk
Období novověku dovršilo změny započaté již v dobách mnohem dřívějších. Opavské vévodství, na jehož území se nacházely obě vesnice, bylo od 10. století součástí českého státu (mezitím dočasně polské), definitivně pak v českém státě jako část Moravy od doby českého knížete Břetislava I. (1034-1055). V roce 1336 získali opavští vévodové vládu ve slezském Ratibořsku a od této doby nastal odklon Opavska od Moravy. Začaly se utvářet užší vazby se Slezskem. Tento proces byl oficiálně dovršen až v novověku z rozhodnutí opavských stavů v roce 1659.
Malé Hoštice (přesněji jejich část) a Pusté Jakartice pojily společné osudy přinejmenším, co se vlastníků týče. Od roku 1270 obě obce patřily pod správu velehradského kláštera. Nejspíše neblahá hospodářská situace kláštera přiměla konvent dát „zboží Velehradské“ do zástavy pánům Birkum z Násile. Poté se kolem roku 1518 dostávají Malé Hoštice a Jakartice do rukou pánů Tvorkovských z Kravař.

#### 16. století
Toto století se ukazuje jako mimořádně pestré ve vztahu ke změnám majitelů. O soudní spory nebyla nouze zejména mezi šlechtici a církevními představiteli. Patrně v padesátých letech tohoto století nechal kněz komendor Jiřík Lesota ze Steblova v části obce patřící maltézské komendě (johanité) vystavět mlýn. Z kontrolní zprávy (visitace) z roku 1588 je zřejmé, že se mlýn zřítil pod vlivem velké vody a nedbalosti majitelů. V další visitaci z roku 1609 je o mlýnu uváděno, že patří maltézské komendě; byl snad opraven a až později zanikl definitivně.
Podle určitých předpokladů byl v Malých Hošticích někdy posledních desetiletích šestnáctého století rodem Tvorkovských vybudován renesanční zámek. Vzhledem k tehdejší vcelku významné pozici některých členů rodu v lokální politice a hospodářským úspěchům (např. Jiřík Bernart Tvorkovský z Kravař, Mikuláš Tvorkovský) by nebyla výstavba zámečku nerealistická, není však doložena. Jeho další osudy jsou spjaty s rodem Gelhornů. Judita z Gelhornu v roce 1822 zakoupila panský díl Malých Hoštic a údajně nechala zámeček přestavět v klasicistním stylu.

#### 17. století
V roce 1631 končí období části „obce tvorkovské“ a novým majitelem se stál Jiří Abraham Kalkreuter (Kalckreuther), jenž umřel před rokem 1635. Třicetiletá válka neušetřila ani Malé Hoštice, které byly v roce 1647 vypáleny – rok před koncem války. Syn Jiřího Abrahama, Karel Fridrich Kalkreuter, byl nucen vytvořit vcelku velké budovatelské dílo, kdy s jistotou od roku 1656 obnovoval existenci Pustých Jakartic, kam přesunul sídlo a správu panství až do roku 1680, kdy skonal. O obnově Malých Hoštic může zase svědčit tzv. malá kaplička zasvěcená sv. Janu Nepomuckému na Slezské ulici s vyrytým rokem 1656.

#### 18. století
Ani v tomto období si lidé v obci nemohli stěžovat na nedostatek zlomových historických událostí. Od roku 1736 patrně existovala v Malých Hošticích škola (v roce 1836 byla postavena nová školní budova). Škola stála v panenské obci – tedy v části, která původně patřila řádu klarisek.
Opět přišla válka. Rakouská císařovna Marie Terezie byla nucena hájit území Slezska před nároky pruského krále Fridricha II. Přestože byla v právu, pruské vojsko bylo úspěšnější než rakouské, a tak větší část Slezska připadla tzv. vratislavským mírem (r. 1742) Prusku.
Obyvatelé hlučínských obcí se stávají poddanými pruského krále, jenž byl protestantem. Přestože se jednalo o osvíceného panovníka, který se silně zasazoval pro náboženskou toleranci mezi protestanty a katolíky své země, stala se víra katolická pevným pojítkem lidu hovořícího polštinou a tzv. moravštinou).
Z Malých Hoštic a Pustých Jakartic se rázem stávají přímo příhraniční obce. Německý název Pustých Jakartic z této skutečnosti přímo vychází, říká se jim Klingenbeutel, což lze volně přeložit jako „zvonící pytel“. Jelikož byla u Pustých Jakartic celnice, vybíralo se zde clo a to charakteristickým způsobem – platící házel obnos do pytlíku se zvonečkem na spodní straně, aby bylo platbu slyšet.

#### 19. století
Přestože je toto období nazýváno stoletím páry, což má naznačovat základní zdroj energie a převratnost technického pokroku, tempo života na Hlučínsku se mění velmi pozvolna.

V hospodářské oblasti obce dochází opět ke změnám majitelů. Po Kalkreuterech přicházejí na jejich část obce páni z Gelhornu. Po zrušení řádu klarisek koupil panenskou obec od pruského krále Adam Guttschreiber (r. 1783). Poté ještě dvakrát změnila majitele a v roce 1809 kupuje tento díl od manželů Kremserových samotná obec Malé Hoštice (za 12.800 tolarů). Vzhledem k platební neschopnosti obce připadá tato část v roce 1811 zpět Antonínu a Alžbětě Kremserovým. Další z majitelů tohoto dílu Jan Guden z Bohumína kupuje roce 1816 statek od Jana Bučka, který jej vlastnil pouhý rok. Jan Guden rozprodává v letech 1819-1823 část pozemků mezi poddané. V roce 1822 například prodává část svého statku majitelce panského dílu již zmiňované Juditě z Gelhornu. Její dědicové prodávají panský a bývalý panenských díl obce v roce 1880 Maxi Brauneovi. Právě Max Braune patrně nechává objekt zámečku splynout s hospodářskými budovami, takže dnes přesně nevíme, kde jej hledat. Knížecí obec existovala do roku 1850 a díl opavské komendy johanitů (též maltézská komenda) zůstává nezměněn až do doby připojení Hlučínska k Československu.

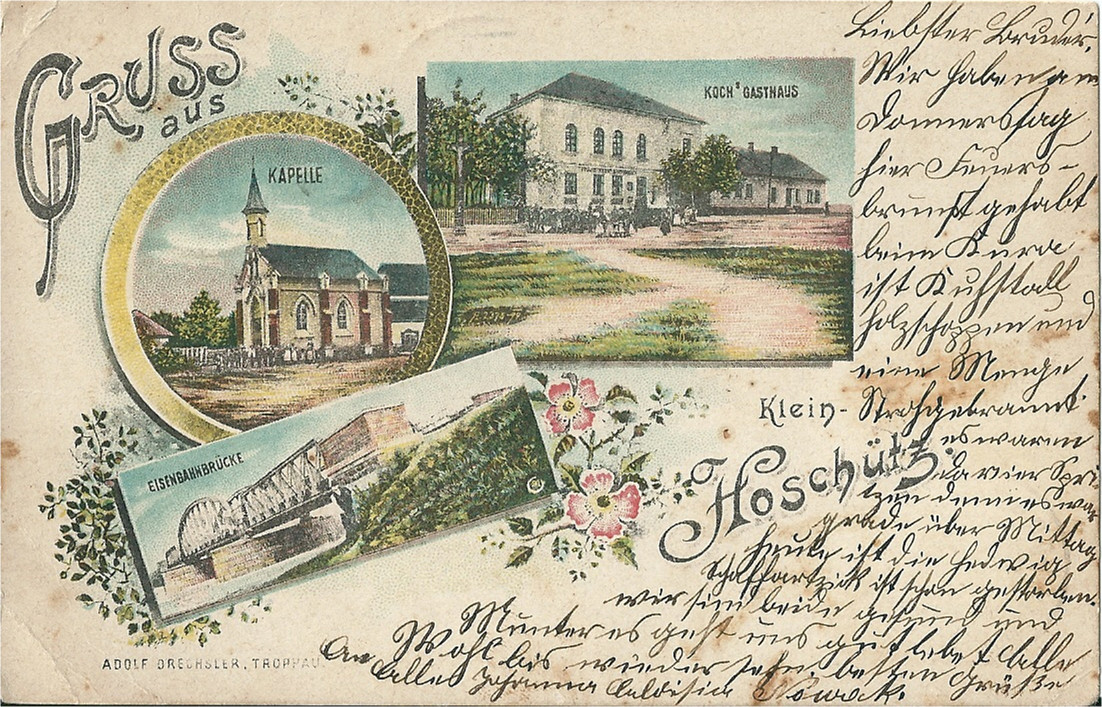
Malé Hoštice na dobové pohlednici z přelomu století.

V roce 1888 byla vystavěna kaple zasvěcená Panně Marii Lurdské, jinak nejbližší katolický kostel byl ve dva a půl kilometru vzdálených Velkých Hošticích.
Na přelomu 19. a 20. století byli prý po kraji věhlasně známí hoštičtí husíři. Důvodem pro chov husí měl být nedostatek orné půdy a na druhou stranu dostatek kvalitních luk. V té době ještě existoval potok zvaný „Ćeplica“ a rybníček – víme o nich jak ze zpráv z konce 16. a počátku 17. století, tak rovněž od žijících pamětníků střední generace. Areál kolem potoka byl prý pro husy ideální pastvinou.

#### 20. století
Na počátku tohoto století žilo v Malých Hošticích 902 obyvatel, z toho bylo 801 katolíků a 21 evangelíků. 588 se jich hlásilo k řeči moravské, 285 k řeči německé, 6 osob k řeči moravské a německé a 2 lidé k řeči polské. Majitelem „Gelhornova panství“, které vzniklo z panské a panenské obce byl doposud Max Braune.
Potom vše opět poznamenala válka. Výsledky 1. světové války, která se v letech 1914-1918 přehnala Evropou, mnoho mužů nevrátila anebo je poslala domů zmrzačené, přinesly totální porážku Německa (sjednoceno v roce 1871). Území Německa a jeho spojence Rakousko-Uherska byla rozdělena mezi tzv. nástupnické státy, jedním z nich bylo i Československo.
Po mnoha jednáních tehdejších vrcholných politiků bylo na základě pařížských úmluv Hlučínsko 4. února 1920 připojeno k Československu.
V roce 1920 sestávaly Malé Hoštice z vesnice a dvou panství – Gelhornova panství, jehož majitelem byl již Max Rittner, a panství Komenda, které tehdy patřilo bývalému svobodnému pánovi Reischachovi. V roce 1923proběhla v mladém Československu pozemková reforma. Komendě bylo po záboru vráceno z dřívějších 125,4 ha pouhých 40 ha. Zbylých 85,4 ha bylo rozděleno mezi 120 nabyvatelů půdy. Takto vypadal dozvuk pozemkové reformy v obci, jejímž cílem bylo vedle řešení tzv. juterkového problému také podpořit národní a státní myšlenku československou. Celková rozloha obce byla 591 ha, žilo v ní 1056 obyvatel ve 137 domech. Dále bylo možné navštívit dva hostince, tři obchody a nechat si vypálit cihly v parní cihelně u F. Kašného.
Třicátá léta přinesla hospodářskou krizi. Lidé v obci se snažili žít a hlavně důstojně přežít. Vyprávění pamětníků z tohoto období je vyplněno zejména prací – ve městě Opavě či jinde (Ratiboř) anebo zejména na poli. Za prací chodili nejen muži (věhlasní zedníci), nýbrž i mladé dívky, které jezdívaly pracovat na statky třebas až do vzdáleného Lipska nebo Hale. Výdělky v Německu bývaly několikanásobně vyšší než v Československu. Hospodářská atraktivita Německa neklesala ani v jinak krizových třicátých letech, kdy počet lidí z Hlučínska pracujících v Německu ještě vzrostl.
Rok 1938 znamenal zpětné přičlenění Hlučínska k Německu (do tzv. Altreichu - tedy přímo ke staré části říše).
Druhá světová válka přinesla ještě víc obětí na životech nežli válka první. Sirotci, vdovy, rodiče, kteří přežili své děti, ti všichni zůstali na všech stranách bez rozdílu. Konec II. světové války v roce 1945 znamenal návrat Hlučínska do Československa.
Poté následovala léta poválečné obnovy. Pusté Jakartice byly během konečných bojů mezi německou a sovětskou armádou značně pobořeny, bylo tedy co opravovat a znovu budovat. Válečné události postihly i území Malých Hoštic, což se bohužel neobešlo bez ztrát na lidských životech.
V roce 1970 se Malé Hoštice s Pustými Jakarticemi stávají městskou čtvrtí Opavy. K významným událostem pak patří udělení symbolů městské části Parlamentem ČR v roce 2002, otevření úřadu městské části v roce 2003 a svěcení praporu městské části 4. září 2004.
V červenci 1997 se Malými Hošticemi prohnaly ničivé povodně, kdy se blízká řeka Opava vylila ze svých břehů. Několik dnů trvající povodeň zaplavila mnoho domů ve spodní části obce. Hladina vody tehdy dosahovala do výšky několika metrů.

## Známí rodáci
- Zbyněk Stanjura (* 15. 2. 1965), významný politik za ODS, bývalý primátor Opavy, poslanec, ministr dopravy v Nečasově vládě, ministr financí ve vládě Petra Fialy